# Nati nel 1931/Gennaio
| Questa pagina contiene informazioni ricavate automaticamente dalle voci biografiche con l'ausilio del template Bio e di un bot. L'aggiornamento è periodico e automatico e ricostruisce completamente la pagina. Se manca una persona in questa lista, sei pregato di non aggiungerla, ma accertati piuttosto che la sua voce biografica contenga il template Bio e che i dati anagrafici siano correttamente compilati. Se il template Bio manca, inseriscilo tu stesso o, in alternativa, metti l'avviso {{tmp\|Bio}} che ne segnala la mancanza. Se i dati riportati sono sbagliati, correggi direttamente la voce biografica; le modifiche saranno visibili in questa lista entro pochi giorni. Per chiarimenti vedi il progetto biografie. La lista contiene solo le 216 persone che sono citate nell'enciclopedia e per le quali è stato implementato correttamente il template Bio. Pagina aggiornata al 18 ago 2025. |

- 1º gennaio - Muhammad Ali Samatar, politico e generale somalo († 2016)
- 1º gennaio - Anatolij Bogdanov, tiratore a segno sovietico († 2001)
- 1º gennaio - Gianuario Carta, politico italiano († 2017)
- 1º gennaio - Furio Colombo, giornalista, scrittore e politico italiano († 2025)
- 1º gennaio - Oscar Ferrari, calciatore italiano († 1995)
- 1º gennaio - Lorenzo Nuvoletta, mafioso italiano († 1994)
- 1º gennaio - Refik Resmja, calciatore e allenatore di calcio albanese († 1997)
- 1º gennaio - Bruno Sacchi, architetto italiano († 2011)
- 2 gennaio - Janina Altman, chimica e scrittrice polacca († 2022)
- 2 gennaio - Livio Fongaro, allenatore di calcio e calciatore italiano († 2007)
- 2 gennaio - Toshiki Kaifu, politico giapponese († 2022)
- 2 gennaio - Ðorđe Konjović, ex cestista jugoslavo
- 2 gennaio - Frank Marocco, fisarmonicista statunitense († 2012)
- 2 gennaio - Guido Mazzella, regista teatrale e drammaturgo italiano
- 2 gennaio - Marino Morettini, pistard italiano († 1990)
- 2 gennaio - Montanino Nuvoli, canottiere italiano († 1997)
- 2 gennaio - Michele Pinto, politico italiano
- 2 gennaio - Roberto Queralt, nuotatore e pallanuotista spagnolo († 1997)
- 2 gennaio - František Šafránek, calciatore cecoslovacco († 1987)
- 2 gennaio - Angelo Scalzone, tiratore a volo italiano († 1987)
- 2 gennaio - Zakaria Tamer, giornalista e scrittore siriano
- 3 gennaio - Else Birkmose, pallamanista, allenatrice di pallamano e cestista danese († 1998)
- 3 gennaio - Giovanni Battista Castiglioni, geografo italiano († 2018)
- 3 gennaio - Massimo Krogh, avvocato italiano
- 3 gennaio - Alberto Martini, storico dell'arte italiano († 1965)
- 3 gennaio - George McLeod, cestista statunitense († 2023)
- 3 gennaio - Viktor Nikiforov, hockeista su ghiaccio sovietico († 1989)
- 3 gennaio - Antoine Pazur, calciatore francese († 2011)
- 4 gennaio - Colin Burdett, cestista australiano († 2025)
- 4 gennaio - Clemente Candiani, ex calciatore e allenatore di calcio italiano
- 4 gennaio - William Deane, avvocato, giudice e politico australiano
- 4 gennaio - Irene Genna, attrice italiana († 1986)
- 4 gennaio - Giulio Glorioso, giocatore di baseball italiano († 2015)
- 4 gennaio - Guido Messina, pistard e ciclista su strada italiano († 2020)
- 4 gennaio - Cleopa Msuya, politico tanzaniano († 2025)
- 4 gennaio - Rosemary Prinz, attrice statunitense
- 4 gennaio - Nirupa Roy, attrice indiana († 2004)
- 4 gennaio - Carmen Selves, pittrice spagnola
- 4 gennaio - José Triana, drammaturgo cubano († 2018)
- 4 gennaio - Coşkun Özarı, calciatore e allenatore di calcio turco († 2011)
- 5 gennaio - Alvin Ailey, ballerino e coreografo statunitense († 1989)
- 5 gennaio - Loris Bazzocchi, attore italiano
- 5 gennaio - Leonardo Botta, attore italiano († 2019)
- 5 gennaio - Alfred Brendel, pianista e poeta austriaco († 2025)
- 5 gennaio - Walt Davis, altista e cestista statunitense († 2020)
- 5 gennaio - Robert Duvall, attore, regista e sceneggiatore statunitense
- 5 gennaio - Juan Goytisolo, scrittore spagnolo († 2017)
- 5 gennaio - Percy Schmeiser, agricoltore canadese († 2020)
- 6 gennaio - John A. Betti, politico e dirigente d'azienda statunitense
- 6 gennaio - E. L. Doctorow, scrittore statunitense († 2015)
- 6 gennaio - Andrei Folbert, cestista rumeno († 2003)
- 6 gennaio - Armando Herrera, cestista messicano († 2020)
- 6 gennaio - Enrique Hormazábal, calciatore cileno († 1999)
- 6 gennaio - Leonardo Marquicias, cestista filippino († 2002)
- 6 gennaio - Tom Marshall, cestista e allenatore di pallacanestro statunitense († 2024)
- 6 gennaio - Dickie Moore, hockeista su ghiaccio canadese († 2015)
- 7 gennaio - Mario Fabbri, musicologo e alpinista italiano († 1983)
- 7 gennaio - Mirja Hietamies, fondista e dirigente sportiva finlandese († 2013)
- 7 gennaio - Dan King, cestista e allenatore di pallacanestro statunitense († 2003)
- 7 gennaio - Jacque Mercer, modella statunitense († 1982)
- 7 gennaio - Pierina Morosini, beata italiana († 1957)
- 7 gennaio - Rolando Rivi, italiano († 1945)
- 8 gennaio - Giancarlo Capucci, calciatore e allenatore di calcio italiano († 2019)
- 8 gennaio - Bill Graham, tedesco († 1991)
- 8 gennaio - François Xavier Nguyễn Văn Sang, vescovo cattolico vietnamita († 2017)
- 8 gennaio - Marcello Personeni, calciatore italiano († 1961)
- 8 gennaio - Sebastiano Romeo, mafioso italiano († 1998)
- 9 gennaio - Ángel Berni, calciatore paraguaiano († 2017)
- 9 gennaio - Algis Budrys, autore di fantascienza statunitense († 2008)
- 9 gennaio - Pat Conway, attore statunitense († 1981)
- 9 gennaio - Erhard Krack, politico tedesco († 2000)
- 9 gennaio - Luis Menéndez, ex calciatore spagnolo
- 9 gennaio - Giovanni Papapietro, politico italiano († 2005)
- 9 gennaio - Teresa d'Asburgo-Lorena, nobile tedesca
- 10 gennaio - Peter Barnes, drammaturgo e sceneggiatore britannico († 2004)
- 10 gennaio - Giovanni Bonsignore, funzionario italiano († 1990)
- 10 gennaio - Feti Borova, cestista, allenatore di pallacanestro e dirigente sportivo albanese († 2005)
- 10 gennaio - Ron Galella, fotografo statunitense († 2022)
- 10 gennaio - Ruggero Guarini, scrittore e giornalista italiano († 2013)
- 10 gennaio - Giuseppe Iadanza, scrittore e saggista italiano
- 10 gennaio - Nik Abdul Aziz Nik Mat, politico malese († 2015)
- 10 gennaio - Massimo Vignelli, grafico e designer italiano († 2014)
- 10 gennaio - Ioannis Zizioulas, vescovo ortodosso e teologo greco († 2023)
- 11 gennaio - Peter Baldwin, regista e attore statunitense († 2017)
- 11 gennaio - Luciano Bronzi, politico italiano († 2021)
- 11 gennaio - Andrea Bruno, architetto italiano († 2025)
- 11 gennaio - Enzo Porta, violinista italiano († 2020)
- 11 gennaio - Mary Rodgers, scrittrice e compositrice inglese († 2014)
- 12 gennaio - Rolando Alphonso, sassofonista giamaicano († 1998)
- 12 gennaio - Richard Brousek, calciatore austriaco († 2015)
- 12 gennaio - Francesco Paolo Casavola, giurista italiano
- 12 gennaio - Mario D'Acquisto, politico italiano
- 12 gennaio - Leylâ Erbil, scrittrice turca († 2013)
- 12 gennaio - Pierre Monneret, pilota motociclistico francese († 2010)
- 12 gennaio - Peter Wragg, calciatore e allenatore di calcio inglese († 2004)
- 12 gennaio - Yao Wenyuan, politico cinese († 2005)
- 13 gennaio - Néstor Garay, attore argentino († 2003)
- 13 gennaio - Ian Hendry, attore britannico († 1984)
- 13 gennaio - Ignacio Noguer Carmona, vescovo cattolico spagnolo († 2019)
- 13 gennaio - Charles Nelson Reilly, attore e doppiatore statunitense († 2007)
- 13 gennaio - Elias M. Stein, matematico statunitense († 2018)
- 13 gennaio - Rip Taylor, attore e comico statunitense († 2019)
- 14 gennaio - Georgine Darcy, attrice statunitense († 2004)
- 14 gennaio - Şükrü Ersoy, ex calciatore e allenatore di calcio turco
- 14 gennaio - Joseph Green, scrittore di fantascienza statunitense
- 14 gennaio - Caterina Valente, cantante, attrice e showgirl italiana († 2024)
- 14 gennaio - René Van Meenen, ex ciclista su strada belga
- 15 gennaio - Lorenzo Bettini, calciatore italiano († 2008)
- 15 gennaio - Lee Bontecou, scultrice statunitense († 2022)
- 15 gennaio - Anton Bíly, calciatore cecoslovacco († 2009)
- 15 gennaio - Ileana Ghione, attrice italiana († 2005)
- 15 gennaio - Alberto Greco, pittore e poeta argentino († 1965)
- 15 gennaio - Antonio Macchiarola, politico italiano
- 15 gennaio - Derek Meddings, effettista e artista britannico († 1995)
- 15 gennaio - Alan Scholefield, scrittore sudafricano († 2017)
- 16 gennaio - Shuhrat Abbosov, attore e regista uzbeko († 2018)
- 16 gennaio - Paolo Cabras, politico italiano († 2020)
- 16 gennaio - Flora Nwapa, scrittrice nigeriana († 1993)
- 16 gennaio - Francesco Parrino, politico italiano († 1985)
- 16 gennaio - Johannes Rau, politico tedesco († 2006)
- 17 gennaio - László Bánhegyi, cestista ungherese († 2015)
- 17 gennaio - Frederick A. Fox, compositore e docente statunitense († 2011)
- 17 gennaio - Guido Ghedina, sciatore alpino italiano († 1976)
- 17 gennaio - James Earl Jones, attore e doppiatore statunitense († 2024)
- 17 gennaio - Eric Jubb, ex nuotatore canadese
- 17 gennaio - Anthony Marriott, drammaturgo e attore inglese († 2014)
- 17 gennaio - Jurij Rudov, schermidore sovietico († 2013)
- 17 gennaio - Sonja Sutter, attrice tedesca († 2017)
- 17 gennaio - Douglas Wilder, politico statunitense
- 18 gennaio - Chun Doo-hwan, politico e generale sudcoreano († 2021)
- 18 gennaio - Marco Leto, regista, sceneggiatore e direttore del doppiaggio italiano († 2016)
- 18 gennaio - Virgilio Melchiorre, filosofo italiano
- 19 gennaio - Ingrid Andree, attrice tedesca
- 19 gennaio - Carl Brashear, militare statunitense († 2006)
- 19 gennaio - Guido Canella, architetto italiano († 2009)
- 19 gennaio - Vittorio Ghidella, ingegnere e dirigente d'azienda italiano († 2011)
- 19 gennaio - Bill Mlkvy, cestista statunitense († 2024)
- 19 gennaio - Patsy Rowlands, attrice britannica († 2005)
- 20 gennaio - Sawako Ariyoshi, scrittrice, drammaturga e regista teatrale giapponese († 1984)
- 20 gennaio - Ida Blom, storica norvegese († 2016)
- 20 gennaio - Birgit Finnilä, contralto svedese
- 20 gennaio - David M. Lee, fisico statunitense
- 20 gennaio - Günther Maleuda, politico tedesco († 2012)
- 21 gennaio - Nato Frascà, artista italiano († 2006)
- 21 gennaio - Jean Hédiart, calciatore francese († 2004)
- 21 gennaio - Yoshiko Kuga, attrice giapponese († 2024)
- 21 gennaio - Heinz Luthringshauser, pilota motociclistico tedesco († 1997)
- 22 gennaio - Nando Cicero, regista e attore italiano († 1995)
- 22 gennaio - Sam Cooke, cantante, compositore e produttore discografico statunitense († 1964)
- 22 gennaio - Corradino Di Stefano, politico italiano († 2016)
- 22 gennaio - Alessandro Dordi, presbitero italiano († 1991)
- 22 gennaio - Bengt Eriksson, combinatista nordico svedese († 2014)
- 22 gennaio - Josef Hamerl, calciatore austriaco († 2017)
- 22 gennaio - Rauno Mäkinen, lottatore finlandese († 2010)
- 22 gennaio - Galina Zybina, pesista, giavellottista e discobola sovietica († 2024)
- 23 gennaio - Lorenzo Artale, attore, regista e direttore del doppiaggio italiano († 2002)
- 23 gennaio - Gianni Coscia, fisarmonicista italiano
- 23 gennaio - Armand Desmet, ciclista su strada belga († 2012)
- 23 gennaio - Raymond Morand, calciatore svizzero († 2014)
- 23 gennaio - Eila Tähtinen, ex cestista finlandese
- 24 gennaio - Orazio Costantino, militare italiano († 1969)
- 24 gennaio - Luigi Devoti, scrittore, medico e fotografo italiano († 2014)
- 24 gennaio - Raymond Fiori, allenatore di calcio e calciatore francese († 1994)
- 24 gennaio - Ivar Genesjö, schermidore svedese († 2020)
- 24 gennaio - Lars Hörmander, matematico svedese († 2012)
- 24 gennaio - Sakyō Komatsu, scrittore, sceneggiatore e regista giapponese († 2011)
- 24 gennaio - Alberto L'Abate, sociologo e attivista italiano († 2017)
- 24 gennaio - Giulio Leopardi Dittaiuti, imprenditore e politico italiano († 1999)
- 25 gennaio - Stig Anderson, imprenditore svedese († 1997)
- 25 gennaio - Charley Ane, giocatore di football americano statunitense († 2007)
- 25 gennaio - Federico Edwards, calciatore argentino († 2016)
- 25 gennaio - Riccardo Filippi, ciclista su strada e pistard italiano († 2015)
- 25 gennaio - Joseph Anthony Fiorenza, arcivescovo cattolico statunitense († 2022)
- 25 gennaio - Paavo Haavikko, poeta e drammaturgo finlandese († 2008)
- 25 gennaio - Dean Jones, attore statunitense († 2015)
- 25 gennaio - Harold Lloyd Jr., attore statunitense († 1971)
- 25 gennaio - Vittorio Raschèr, linguista, filologo e direttore d'orchestra svizzero († 2012)
- 25 gennaio - Albano Vicariotto, calciatore e allenatore di calcio italiano († 2019)
- 25 gennaio - Divo Zadi, vescovo cattolico italiano († 2021)
- 26 gennaio - Guido Artom, imprenditore e politico italiano († 2017)
- 26 gennaio - Paolo Bertolani, scrittore e poeta italiano († 2007)
- 26 gennaio - Jaroslav Borovička, calciatore cecoslovacco († 1992)
- 26 gennaio - Gian Pietro Galizzi, politico italiano († 2012)
- 26 gennaio - Alfred Lynch, attore britannico († 2003)
- 26 gennaio - Mary Murphy, attrice statunitense († 2011)
- 26 gennaio - Bernard Panafieu, cardinale e arcivescovo cattolico francese († 2017)
- 26 gennaio - Ernst Wechselberger, calciatore e allenatore di calcio svizzero († 2013)
- 27 gennaio - Ernst Kozlicek, calciatore austriaco († 2023)
- 27 gennaio - Connie Rea, cestista statunitense († 2020)
- 27 gennaio - Mordecai Richler, scrittore e sceneggiatore canadese († 2001)
- 27 gennaio - Michelangelo Russo, politico italiano († 2006)
- 27 gennaio - Ángel Sertucha, calciatore spagnolo († 2019)
- 27 gennaio - Nereo Vanzan, politico italiano († 2010)
- 28 gennaio - Lucia Bosè, attrice italiana († 2020)
- 28 gennaio - Paolino Dimai, pattinatore di velocità su ghiaccio italiano († 2011)
- 28 gennaio - Naci Erdem, calciatore turco († 2022)
- 28 gennaio - Ezio Flagello, basso statunitense († 2009)
- 28 gennaio - Bringfried Müller, calciatore e allenatore di calcio tedesco orientale († 2016)
- 29 gennaio - Richard Bakalyan, attore statunitense († 2015)
- 29 gennaio - Leslie Bricusse, compositore, drammaturgo e paroliere britannico († 2021)
- 29 gennaio - Elio Giorgi, calciatore italiano († 2017)
- 29 gennaio - Ferenc Mádl, politico ungherese († 2011)
- 29 gennaio - Ernest Schultz, calciatore francese († 2013)
- 30 gennaio - Shirley Hazzard, scrittrice australiana († 2016)
- 30 gennaio - Linda Nochlin, storica dell'arte e scrittrice statunitense († 2017)
- 30 gennaio - Brian Upson, cestista e allenatore di pallacanestro canadese († 1982)
- 30 gennaio - Robert Walter, giurista austriaco († 2010)
- 31 gennaio - Ernie Banks, giocatore di baseball statunitense († 2015)
- 31 gennaio - Lorraine Ellison, cantante statunitense († 1983)
- 31 gennaio - Hansjörg Felmy, attore e doppiatore tedesco († 2007)
- 31 gennaio - Walter Fiers, biologo belga († 2019)
- 31 gennaio - Angelo Gandini, calciatore italiano († 1999)
- 31 gennaio - Dante Gianoni, cestista cileno († 2013)
- 31 gennaio - Nicholas Gordon-Lennox, diplomatico britannico († 2004)
- 31 gennaio - Jack George Taylor, nuotatore statunitense († 1955)
- 31 gennaio - Geoff Toseland, calciatore inglese († 2019)